# Heinäsaari (ö i Kymmenedalen, Kotka-Fredrikshamn, lat 60,37, long 27,07)
Heinäsaari är en ö i Finland. Den ligger i Finska viken och i kommunen Kotka i den ekonomiska regionen  Kotka-Fredrikshamn i landskapet Kymmenedalen, i den södra delen av landet. Ön ligger omkring 13 kilometer sydöst om Kotka och omkring 120 kilometer öster om Helsingfors.
Öns area är 6,5 hektar och dess största längd är 390 meter i nord-sydlig riktning. Ön höjer sig omkring 10 meter över havsytan.